# Diocesi di Auckland
La diocesi di Auckland (in latino Dioecesis Aucopolitana) è una sede della Chiesa cattolica in Nuova Zelanda suffraganea dell'arcidiocesi di Wellington. Nel 2022 contava 225.700 battezzati su 1.966.000 abitanti. È retta dal vescovo Stephen Marmion Lowe.

## Territorio
La diocesi comprende le regioni di Auckland e di Northland e porzioni minori della regione di Waikato nell'Isola del Nord.
Sede arcivescovile è la città di Auckland, dove si trova la cattedrale di San Patrizio.
Il territorio si estende su 24.500 km² ed è suddiviso in 68 parrocchie, raggruppate in 7 decanati.

## Storia
Il vicariato apostolico dell'Oceania occidentale fu eretto il 13 maggio 1836 con il breve Pastorale officium di papa Gregorio XVI, ricavandone il territorio dalla prefettura apostolica delle Isole dei Mari del Sud, che fu contestualmente soppressa.
Nel 1841, si dichiarò un grave conflitto tra Jean-Baptiste François Pompallier e il suo superiore marista Jean-Claude Colin, per la gestione dei missionari. La Propaganda Fide per risolvere in parte il conflitto suddivise il vicariato in due e nominò nel 1843 Pierre Bataillon anch'esso vicario per l'Oceania centrale. Nel 1848, per rispondere alle gravi accusazioni contro Pompallier, il vicariato fu di nuovo diviso tra due amministratori apostolici: quello di Auckland rimasto a Pompallier e quello nuovo di Wellington attribuito al marista Philippe Joseph Viard che recuperò tutti i missionari di Pompallier. Le accuse portate da Viard non furono però convalidate da Roma. Le cessioni di territori successive tra il 1842 e fino al 1848 trovano la loro origine in quel conflitto.
Il 23 agosto 1842 il vicariato apostolico cedette le Isole a nord del Tropico del Capricorno a vantaggio dell'erezione del vicariato apostolico dell'Oceania centrale (oggi diocesi di Tonga).
Il 19 luglio 1844 furono separati altri due vicariati apostolici: quello di Melanesia e quello di Micronesia.
A seguito di queste cessioni il vicariato apostolico dell'Oceania occidentale non mutò ufficialmente il proprio nome, anche se divenne noto come vicariato apostolico della Nuova Zelanda, in quanto oramai era il solo territorio rimasto di competenza del vicario apostolico.
Il 20 giugno 1848 il vicariato apostolico ha ceduto i territori a sud del 39º parallelo a vantaggio dell'erezione della diocesi di Wellington (oggi arcidiocesi) e nel contempo è stato elevato a diocesi con il nome attuale. Originariamente era immediatamente soggetta alla Santa Sede.
Il 10 maggio 1887 è entrata a far parte della provincia ecclesiastica dell'arcidiocesi di Wellington.
Il 6 marzo 1980 ha ceduto un'altra porzione del suo territorio a vantaggio dell'erezione della diocesi di Hamilton in Nuova Zelanda.

## Cronotassi dei vescovi
Si omettono i periodi di sede vacante non superiori ai 2 anni o non storicamente accertati.
- Jean-Baptiste François Pompallier, S.M. † (13 maggio 1836 - 20 giugno 1848 nominato amministratore apostolico) (vicario apostolico)
  - Sede vacante (1848-1860)[2]
- Jean-Baptiste François Pompallier, S.M. † (3 luglio 1860 - 19 aprile 1869 dimesso[3]) (per la seconda volta, come vescovo)
- Thomas William Croke † (23 giugno 1870 - 23 giugno 1875 nominato arcivescovo di Cashel)
  - Sede vacante (1875-1879)
- Walter Herman Jacobus Steins, S.I. † (15 maggio 1879 - 7 settembre 1881 deceduto)
- John Edmund Luck, O.S.B. † (14 luglio 1882 - 22 gennaio 1896 deceduto)
- George Michael Lenihan, O.S.B. † (18 giugno 1896 - 22 febbraio 1910 deceduto)
- Henry William Cleary † (9 giugno 1910 - 9 dicembre 1929 deceduto)
- James Michael Liston † (9 dicembre 1929 succeduto - 7 marzo 1970 ritirato[4])
- Reginald John Delargey † (1º settembre 1970 - 25 aprile 1974 nominato arcivescovo di Wellington)
- John Mackey † (25 aprile 1974 - 1º gennaio 1983 dimesso)
- Denis George Browne † (6 giugno 1983 - 19 dicembre 1994 nominato vescovo di Hamilton)
- Patrick James Dunn (19 dicembre 1994 - 17 dicembre 2021 dimesso)
- Stephen Marmion Lowe, dal 17 dicembre 2021

## Statistiche
La diocesi nel 2022 su una popolazione di 1.966.000 persone contava 225.700 battezzati, corrispondenti all'11,5% del totale.
| anno | popolazione | popolazione | popolazione | presbiteri | presbiteri | presbiteri | presbiteri                | diaconi | religiosi | religiosi | parrocchie |
| anno | battezzati  | totale      | %           | numero     | secolari   | regolari   | battezzati per presbitero | diaconi | uomini    | donne     | parrocchie |
| ---- | ----------- | ----------- | ----------- | ---------- | ---------- | ---------- | ------------------------- | ------- | --------- | --------- | ---------- |
| 1950 | 72.000      | 701.056     | 10,3        | 161        | 118        | 43         | 447                       |         | 74        | 584       | 79         |
| 1957 | 102.463     | 861.481     | 11,9        | 201        | 143        | 58         | 509                       |         | 81        | 740       | 92         |
| 1966 | 145.653     | 1.000.000   | 14,6        | 246        | 171        | 75         | 592                       |         | 165       | 789       | 101        |
| 1970 | 176.197     | 1.135.168   | 15,5        | 250        | 169        | 81         | 704                       |         | 255       | 778       | 100        |
| 1980 | 223.670     | 1.424.649   | 15,7        | 240        | 142        | 98         | 931                       |         | 238       | 805       | 104        |
| 1990 | 139.234     | 1.004.238   | 13,9        | 138        | 81         | 57         | 1.008                     |         | 165       | 390       | 65         |
| 1999 | 164.131     | 1.360.850   | 12,1        | 143        | 74         | 69         | 1.147                     |         | 173       | 372       | 65         |
| 2000 | 170.132     | 1.378.000   | 12,3        | 157        | 78         | 79         | 1.083                     |         | 184       | 363       | 65         |
| 2001 | 172.000     | 1.502.000   | 11,5        | 166        | 80         | 86         | 1.036                     |         | 173       | 397       | 66         |
| 2002 | 175.000     | 1.532.000   | 11,4        | 164        | 77         | 87         | 1.067                     | 1       | 175       | 374       | 66         |
| 2003 | 179.200     | 1.210.000   | 14,8        | 159        | 78         | 81         | 1.127                     | 1       | 174       | 366       | 66         |
| 2004 | 181.360     | 1.610.000   | 11,3        | 159        | 75         | 84         | 1.140                     | 2       | 168       | 361       | 66         |
| 2006 | 185.800     | 1.758.500   | 10,6        | 149        | 77         | 72         | 1.246                     | 2       | 158       | 309       | 66         |
| 2012 | 198.700     | 1.692.000   | 11,7        | 165        | 85         | 80         | 1.204                     | 6       | 155       | 288       | 69         |
| 2015 | 204.000     | 1.739.500   | 11,7        | 158        | 85         | 73         | 1.291                     | 17      | 141       | 270       | 68         |
| 2018 | 216.510     | 1.881.550   | 11,5        | 162        | 85         | 77         | 1.336                     | 16      | 142       | 236       | 69         |
| 2020 | 221.000     | 1.923.950   | 11,0        | 152        | 80         | 72         | 1.453                     | 13      | 136       | 217       | 69         |
| 2022 | 225.700     | 1.966.000   | 11,5        | 138        | 75         | 63         | 1.635                     | 12      | 117       | 194       | 68         |